# Autopista La Paz-El Alto
La autopista La Paz-El Alto, cuyo nombre oficial es  Héroes de la Guerra del Chaco, es una autopista de pavimento rígido de 11,7 km de longitud, que forma parte de la Ruta Nacional 3 de Bolivia, une la ciudad de Nuestra Señora de La Paz con la ciudad de El Alto en el departamento de La Paz. La vía fue inaugurada el año 1977 durante el gobierno dictatorial de  Hugo Banzer Suárez y rehabilitada en 2019.

## Historia

### Construcción (1972-1977)
La Autopista La Paz-El Alto fue la primera de Bolivia, la firma de contrato para su construcción se realizó el 27 de diciembre de 1972 mediante un préstamo realizado de USD 13 millones de dólares del Banco Interamericano de Desarrollo al gobierno boliviano de ese entonces. La construcción empezó en 1974 y terminó en 1977 durante el primer gobierno de Hugo Banzer Suárez. 
Su trayecto empieza en el Nudo Vial Avenida Montes del Municipio de La Paz y termina en el Nudo Vial El Che en El Alto. Atraviesa el Macrodistrito de Maximiliano Paredes en La Paz en sus diferentes barrios, el Bosquecillo y Parque de Pura Pura del mismo Municipio y desemboca en  El Alto a la altura del nudo vial del Che.

### Rehabilitación (2011-2019)

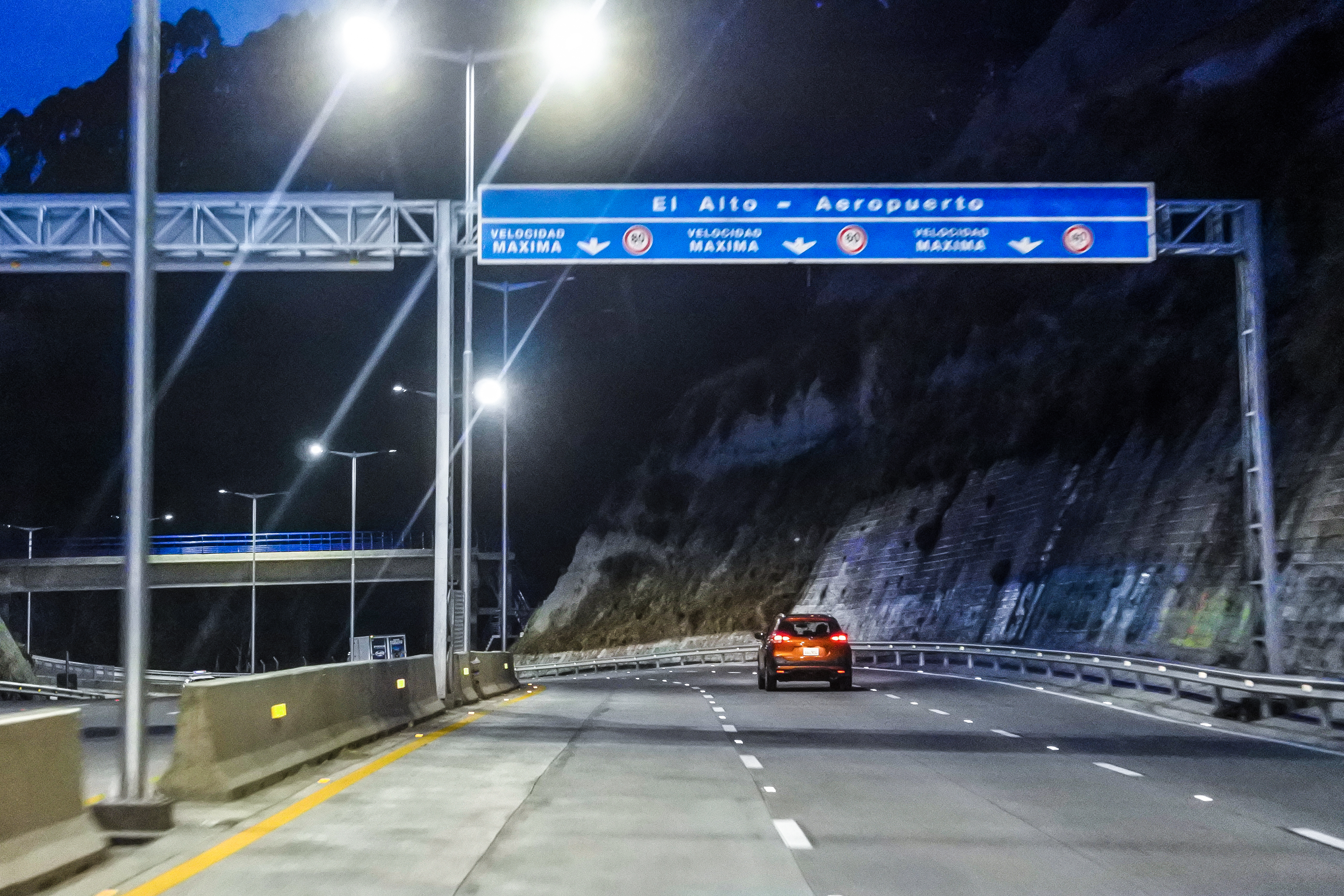
Vista de la autopista en dirección hacia El Alto.

En 2011 se lanzó la convocatoria internacional para la refacción y ampliación de esta autopista incluyendo el reemplazo del pavimento, mejora en la señalización y modernización de indicadores de kilometraje y señalización vertical de dirección. El proceso se realizó bajo el nombre de Rehabilitación de la Autopista La Paz El Alto.

#### Financiamiento
El 16 de noviembre de 2013, se firmó un convenio para la rehabilitación de la autopista entre el Banco Interamericano de Desarrollo y el gobierno de Evo Morales, para lo cual se destinaron 35 millones de dólares para la refacción y modernización, además de  obras ciudadanas complementarias e implementación de 166 luminarias.
En julio de 2014 el gobierno lanzó la licitación para la construcción de la autopista.
El 16 de febrero de 2016, durante el cierre de campaña del Movimiento al Socialismo en La Paz (pocos días antes de realizarse el referéndum constitucional para la reelección presidencial del 21 de febrero), el presidente Evo Morales Ayma anunció la rehabilitación y ampliación de la autopista La Paz-El Alto.
El 22 de febrero de 2016, la Administradora Boliviana de Carreteras (ABC) firmó un contrato por USD 34 millones de dólares con la empresa portuguesa "Levon" para la ejecución de la obra. En el contrato se estipuló la remodelación de tres carriles, tanto de subida como de bajada, con 10 kilómetros de ampliación, la construcción de siete pasarelas y el encarpetado de hormigón hidráulico, además de la instalación de un distribuidor en el barrio de Achachicala. El acto de firma de contrato se realizó en la zona de Achachicala, colindante con la autopista. En el acto se encontraba presente el presidente de Bolivia Evo Morales Ayma horas después de haber perdido el referéndum a nivel nacional, la firma de este contrato se convirtió en el primer acto oficial presidencial tras haber perdido el referéndum.

#### Obras de remodelación (2016-2019)
El 14 de junio de 2016, la empresa  "Levon" dio inicio a los trabajos de reconstrucción de la autopista. El 12 de enero de 2019, el presidente Evo Morales Ayma inauguró la nueva autopista ampliada y refaccionada, después de 30 meses de trabajo.